# Tiro ai Giochi della VII Olimpiade
Le competizioni di Tiro ai Giochi della VII Olimpiade si sono svolte a Camp de Beverloo presso Leopoldsburg per le gare di tiro a segno e al Campo Militare di Hoogboom presso Brasschaat per le gare di tiro a volo e bersaglio mobile, tra il 22 luglio e il 2 agosto 1920. Si sono svolte 21 gare, solamente maschili. Molti risultati ufficiali sono incompleti.

## Podi
| Evento                                                   | Oro                                                                                               | Perform.    | Argento | Perform.    | Bronzo                                                                                          | Perform. |
| Tiro a segno                                             |                                                                                                   |             | |             |                                                                                                 |          |
| Pistola libera individuale (dettagli)                    | Karl Frederick                                                                                    | 496         | Afrânio da Costa                                                                                              | 489         | Al Lane                                                                                         | 481      |
| Pistola libera a squadre (dettagli)                      | Stati Uniti Karl Frederick Al Lane James Snook Raymond Bracken Michael Kelly                      | 2372        | Svezia Anders Andersson Casimir Reuterskiöld Gunnar Gabrielsson Sigvard Hultcrantz Anders Johnson             | 2289        | Brasile Afrânio da Costa Guilherme Parãense Sebastião Wolf Dario Barbosa Fernando Soledade      | 2264     |
| Pistola militare individuale (dettagli)                  | Guilherme Parãense                                                                                | 274         | Raymond Bracken                                                                                               | 272         | Fritz Zulauf                                                                                    | 269      |
| Pistola militare a squadre (dettagli)                    | Stati Uniti Louis Harant Al Lane Karl Frederick James Snook Michael Kelly                         | 1310        | Grecia Alexandros Theofilakīs Iōannīs Theofilakīs Georgios Moraitinis Alexandros Vrasivanopoulos Iason Sappas | 1285        | Svizzera Fritz Zulauf Joseph Jehle Gustave Amoudruz Hans Egli Domenico Giambonini               | 1270     |
| Carabina libera individuale (dettagli)                   | Morris Fisher                                                                                     | 996         | Niels Larsen                                                                                                  | 989         | Østen Østensen                                                                                  | 980      |
| Carabina libera a squadre (dettagli)                     | Stati Uniti Morris Fisher Carl Osburn Lloyd Spooner Willis Lee Dennis Fenton                      | 4876        | Norvegia Østen Østensen Gudbrand Skatteboe Albert Helgerud Olaf Sletten Otto Olsen                            | 4748        | Svizzera Fritz Kuchen Gustave Amoudruz Werner Schneeberger Ulrich Fahrner Bernhard Siegenthaler | 4698     |
| Carabina militare a terra 300 m individuale (dettagli)   | Otto Olsen                                                                                        | 60          | Léon Johnson                                                                                                  | 59/58       | Fritz Kuchen                                                                                    | 59/57    |
| Carabina militare a terra 300 m a squadre (dettagli)     | Stati Uniti Carl Osburn Lloyd Spooner Morris Fisher Willis Lee Joe Jackson                        | 289         | Francia Léon Johnson Achille Paroche Émile Rumeau André Parmentier Georges Roes                               | 283         | Finlandia Vilho Vauhkonen Kalle Lappalainen Veli Nieminen Magnus Wegelius Voitto Kolho          | 281      |
| Carabina militare a terra 600 m individuale (dettagli)   | Hugo Johansson                                                                                    | 59/58       | Mauritz Eriksson                                                                                              | 59/56/6     | Lloyd Spooner                                                                                   | 59/56/5  |
| Carabina militare a terra 600 m a squadre (dettagli)     | Stati Uniti Dennis Fenton Willis Lee Lloyd Spooner Oliver Schriver Joe Jackson                    | 287 283 284 | Sudafrica Robert Bodley Ferdinand Buchanan George Harvey Fred Morgan David Smith                              | 287 283 279 | Svezia Mauritz Eriksson Hugo Johansson Erik Blomqvist Erik Ohlsson Gustaf Adolf Jonsson         | 287 275  |
| Carabina militare in piedi 300 m individuale (dettagli)  | Carl Osburn                                                                                       | 56          | Lars Jørgen Madsen                                                                                            | 55          | Larry Nuesslein                                                                                 | 54       |
| Carabina militare in piedi 300 m a squadre (dettagli)    | Danimarca Erik Sætter-Lassen Lars Jørgen Madsen Anders Petersen Anders Peter Nielsen Niels Larsen | 266         | Stati Uniti Larry Nuesslein Carl Osburn Lloyd Spooner Willis Lee Thomas Brown                                 | 255         | Svezia Olle Ericsson Hugo Johansson Leon Lagerlöf Mauritz Eriksson Walfrid Hellman              | 255      |
| Carabina militare a terra 300/600 m a squadre (dettagli) | Stati Uniti Joe Jackson Willis Lee Oliver Schriver Lloyd Spooner Carl Osburn                      | 573         | Norvegia Otto Olsen Østen Østensen Olaf Sletten Albert Helgerud Jacob Onsrud                                  | 565         | Svizzera Werner Schneeberger Joseph Jehle Weibel Fritz Kuchen Eugen Addor                       | 563      |
| Carabina piccola individuale (dettagli)                  | Larry Nuesslein                                                                                   | 391         | Arthur Rothrock                                                                                               | 386         | Dennis Fenton                                                                                   | 385      |
| Carabina piccola a squadre (dettagli)                    | Stati Uniti Larry Nuesslein Arthur Rothrock Dennis Fenton Willis Lee Oliver Schriver              | 1899        | Svezia Sigvard Hultcrantz Erik Ohlsson Leon Lagerlöf Oscar Eriksson Oliver Schriver                           | 1873        | Norvegia Anton Olsen Albert Helgerud Sigvart Johansen Olaf Sletten Oliver Schriver              | 1866     |
| Bersaglio mobile individuale (dettagli)                  | Otto Olsen                                                                                        | 43          | Alf Swahn | 41/20       | Harald Natvig                                                                                   | 41/19    |
| Bersaglio mobile a squadre (dettagli)                    | Norvegia Harald Natvig Otto Olsen Ole Lilloe-Olsen Einar Liberg Hans Nordvik                      | 178         | Finlandia Toivo Tikkanen Nestor Toivonen Magnus Wegelius Kalle Lappalainen Hans Nordvik                       | 159         | Stati Uniti Thomas Brown Larry Nuesslein Lloyd Spooner Carl Osburn Hans Nordvik                 | 158      |
| Bersaglio mobile colpo doppio individuale (dettagli)     | Ole Lilloe-Olsen                                                                                  | 82          | Fredric Landelius                                                                                             | 77          | Einar Liberg                                                                                    | 71       |
| Bersaglio mobile colpo doppio a squadre (dettagli)       | Norvegia Ole Lilloe-Olsen Thorsten Johansen Harald Natvig Einar Liberg Hans Nordvik               | 343         | Svezia Fredric Landelius Alf Swahn Oscar Swahn Bengt Lagercrantz Edward Benedicks                             | 336         | Finlandia Toivo Tikkanen Magnus Wegelius Nestor Toivonen Yrjö Kolho Vilho Vauhkonen             | 285      |
| Tiro a volo                                              |                                                                                                   |             | |             |                                                                                                 |          |
| Tiro al piattello individuale (dettagli)                 | Mark Arie                                                                                         | 95          | Frank Troeh                                                                                                   | 93          | Frank Wright                                                                                    | 87       |
| Tiro al piattello a squadre (dettagli)                   | Stati Uniti Mark Arie Frank Troeh Horace Bonser Forest McNeir Frank Wright Jay Clark              | 547         | Belgio Albert Bosquet Joseph Cogels Émile Dupont Henri Quersin Louis Van Tilt Edouard Feisinger               | 503         | Svezia Erik Lundquist Per Kinde Fredric Landelius Alf Swahn Karl Richter Erik Sökjer-Petersén   | 500      |

## Medagliere
| Posizione | Paese       | Oro | Argento | Bronzo | Totale |
| --------- | ----------- | --- | ------- | ------ | ------ |
| 1         | Stati Uniti | 13  | 4       | 6      | 23     |
| 2         | Norvegia    | 5   | 2       | 4      | 11     |
| 3         | Svezia      | 1   | 6       | 3      | 10     |
| 4         | Danimarca   | 1   | 2       | 0      | 3      |
| 5         | Brasile     | 1   | 1       | 1      | 3      |
| 6         | Francia     | 0   | 2       | 0      | 2      |
| 7         | Finlandia   | 0   | 1       | 2      | 3      |
| 8         | Belgio      | 0   | 1       | 0      | 1      |
| 8         | Grecia      | 0   | 1       | 0      | 1      |
| 8         | Sudafrica   | 0   | 1       | 0      | 1      |
| 11        | Svizzera    | 0   | 0       | 5      | 1      |
| Totale    | Totale      | 21  | 21      | 21     | 63     |